# Trofeum Juhy Rantasili
Trofeum Juhy Rantasili (fiń. Juha Rantasila -palkinto) – nagroda przyznawana corocznie od sezonu 1975/1976 najskuteczniejszemu hokeiście – obrońcy, w rozgrywkach fińskiej Liiga. Wyróżnienie przyznaje Fińska Federacja Hokeja na Lodzie (FOHA). Patronem nagrody został fiński hokeista Juha Rantasila.

## Nagrodzeni
| Sezon   | Zawodnik                       | Klub           |
| ------- | ------------------------------ | -------------- |
| 1975–76 | Tapio Levo                     | Ässät          |
| 1976–77 | Pekka Marjamäki                | Tappara        |
| 1977–78 | Pekka Rautakallio              | Ässät          |
| 1978–79 | Pekka Rautakallio              | Ässät          |
| 1979–80 | Seppo Suoraniemi               | TPS            |
| 1980–81 | Reijo Ruotsalainen             | Ässät          |
| 1981–82 | Pertti Lehtonen                | HIFK           |
| 1982–83 | Nikołaj Makarow                | Jokerit        |
| 1983–84 | Pertti Lehtonen                | HIFK           |
| 1984–85 | Tapio Levo                     | Ässät          |
| 1985–86 | Pertti Lehtonen                | HIFK           |
| 1986–87 | Tapio Levo                     | Ässät          |
| 1987–88 | Harri Nyman                    | KooKoo         |
| 1988–89 | Tapio Levo                     | Ässät          |
| 1989–90 | Juha Tuohimaa                  | KalPa          |
| 1990–91 | Jarmo Kuusisto                 | Lukko          |
| 1991–92 | Juha Tuohimaa                  | KalPa          |
| 1992–93 | Erik Hämäläinen                | Jokerit        |
| 1993–94 | Mika Strömberg                 | Jokerit        |
| 1994–95 | Pertti Lehtonen Mika Strömberg | HIFK Jokerit   |
| 1995–96 | Derek Mayer                    | Tappara        |
| 1996–97 | Tom Koivisto                   | HPK            |
| 1997–98 | Allan Measures                 | Ilves          |
| 1998–99 | Brian Rafalski                 | HIFK           |
| 1999–00 | Oscar Ackeström                | HPK            |
| 2000–01 | Marek Židlický                 | HIFK           |
| 2001–02 | Sebastian Sulku                | HPK            |
| 2002–03 | Antti Hulkkonen                | SaiPa          |
| 2003–04 | Janne Niskala                  | Lukko          |
| 2004–05 | Jari Korhonen Jukka Laamanen   | HPK JYP        |
| 2005–06 | Pasi Puistola                  | Tappara        |
| 2006–07 | Mikko Mäenpää                  | HPK            |
| 2007–08 | Anssi Salmela                  | Tappara        |
| 2008–09 | Markus Seikola                 | Ilves          |
| 2009–10 | Markus Seikola                 | Ilves          |
| 2010–11 | Markus Nordlund                | TPS            |
| 2011–12 | Markus Seikola                 | Pelicans       |
| 2012–13 | Markus Seikola                 | Pelicans       |
| 2013–14 | Lasse Kukkonen                 | Kärpät         |
| 2014–15 | Janne Niskala Esa Lindell      | Lukko Ässät    |
| 2015–16 | Juha Leimu                     | Pelicans       |
| 2016–17 | Juha Leimu Janne Niskala       | Pelicans Lukko |
| 2017–18 | Ilkka Heikkinen                | TPS            |
| 2018-19 | Oliwer Kaski                   | Pelicans       |
| 2019-20 | Mikko Kousa                    | HIFK           |
| 2020-21 | Robin Press                    | Lukko          |
| 2021-22 | Vili Saarijärvi                | Lukko          |